# Protocalliphora deceptor
Protocalliphora deceptor är en tvåvingeart som beskrevs av Sabrosky, Bennett och Whitworth 1989. Protocalliphora deceptor ingår i släktet Protocalliphora och familjen spyflugor.
Artens utbredningsområde är Virginia. Inga underarter finns listade i Catalogue of Life.